# Премия Джеймса Макгродди за исследования в области новых материалов
Премия Джеймса Макгродди за исследования в области новых материалов (англ. James C. McGroddy Prize for New Materials) — ежегодная премия Американского физического общества, вручаемая за выдающиеся достижения в науке и применении новых материалов. С 1997 года финансируется компанией IBM. До 1997 года приз назывался Международная премия за новые материалы (англ. International Prize for New Materials). Денежная часть премии составляет $10 000.

## Лауреаты
- 1975: Heinrich Welker[англ.]
- 1976: William G. Pfann[англ.], Henry C. Theurer
- 1977: Francis Bundy[нем.], H. Tracy Hall[англ.], Herbert Strong, Robert H. Wentorf, Jr.[англ.]
- 1978:  John H. Sinfelt[англ.]
- 1979: J. Eugene Kunzler, Bernd T. Matthias, John K. Hulm
- 1980: Pol E. Duwez[англ.], William Klement, Jr.
- 1981: LeGrand G. Van Uitert[нем.]
- 1982: John R. Arthur, Jr.[англ.],  Альфред Чо
- 1983: Дэвид Тернбулл
- 1984: J. P. Remeika
- 1985: Leroy L. Chang[англ.],  Лео Эсаки, Рафаэль Тсу
- 1986: John Croat, Jan Herbst, Norman C. Koon, Masato Sagawa[англ.]
- 1987:   Дан Шехтман
- 1988:  Йоханнес Беднорц,  Paul C. W. Chu[англ.],  Карл Мюллер
- 1989: J.B. MacChesney[англ.], R.D. Maurer[англ.],  Чарльз Као
- 1990: James L. Smith, Hans R. Ott, Frank Steglich[англ.], Zachary Fisk
- 1991: Francis J. DiSalvo, Jr., Frederic Holtzberg
- 1992:  Роберт Кёрл,  Харольд Крото,  Ричард Смолли
- 1993: Gordon C. Osbourn
- 1994:   Петер Грюнберг,   Альбер Ферт,  Стюарт Паркин
- 1999: Eugene E. Haller, Thomas Richard Anthony
- 2000: M. Brian Maple[англ.]
- 2001: Arthur Charles Gossard[англ.]
- 2002: Donald S. Bethune,   Сумио Иидзима
- 2003: Чарльз Либер
- 2004: Loren Pfeiffer
- 2005: Ёсинори Токура
- 2006: Alex Zettl[англ.], Hongjie Dai[англ.]
- 2007: Arthur J. Epstein, Joel S. Miller
- 2008: Arthur F. Hebard[англ.], Jun Akimitsu[яп.], Robert C. Haddon
- 2009: Акихиса Иноуэ, William L. Johnson
- 2010: Никола Спалдин, Ramamoorthy Ramesh[англ.], Sang-Wook Cheong[англ.]
- 2011: Arthur P. Ramirez
- 2012: Роберт Кава
- 2013: Костас Сукулис, David R. Smith[англ.],  Джон Пендри
- 2014: Ван Чжунлинь
- 2015: Хидэо Хосоно
- 2016: Меркуриос Канадзидис
- 2017: Paul C. Canfield
- 2018: Rodney S. Ruoff[англ.]
- 2019: Bogdan Andrei Bernevig[нем.], Claudia Felser[англ.], Xi Dai
- 2020: Михаил Еремец[англ.]
- 2021: Ivan Božović, James N. Eckstein, Darrell G. Schlom
- 2022: Daniel C. Ralph
- 2023: James Hone, Takashi Taniguchi, Kenji Watanabe, Emanuel Tutuc
- 2024: Harold Y. Hwang[англ.]
- 2025: Георгий Джакели[вд], Гиният Халиуллин[вд], Hidenori Takagi